# Tizapán (Hidalgo)
Tizapán es una localidad de México localizada en el municipio de Zacualtipán de Ángeles en el estado de Hidalgo.

## Geografía
Se encuentra en la región geográfica de la Sierra Alta, le corresponden las coordenadas geográficas 20° 39’ 04.251” de latitud norte y 98° 35’ 51.118” de longitud oeste, con una altitud de 1659 m s. n. m. En cuanto a fisiografía se encuentra en la provincia de la Sierra Madre Oriental, dentro de la subprovincia del Carso Huasteco; su terreno es de meseta y sierra. En lo que respecta a la hidrografía se encuentra posicionado en la región del Pánuco, dentro de la cuenca del río Moctezuma, y dentro de las subcuenca del río Calabozo. Cuenta con un clima templado húmedo con lluvias todo el año.

## Demografía
En 2020 registró una población de 860 personas, lo que corresponde al 2.25 % de la población municipal. De los cuales 421 son hombres y 439 son mujeres.
| Gráfica de evolución demográfica de Tizapán entre 1900 y 2020                                |
|                                                                                              |
| Población de los censos y conteos del Instituto Nacional de Estadística y Geografía (INEGI). |